# Meopham
Meopham ist ein historisches Straßendorf und ein Civil Parish mit etwa 6700 Einwohnern (Stand 2011) im nordwestlichen Teil von Kent in Südostengland. Es liegt einige Kilometer südlich des Verwaltungszentrums Gravesend des Borough of Gravesham entlang der Straße A227.
Das Dorf wurde im Jahr 788 erstmals als Meapaham (Meapa's Dorf) erwähnt, während der Herrschaftszeit von König Offa von Mercien.
Im 14. Jahrhundert gründete Erzbischof  (1327–1332) Simon von Meopham († 1333) die Kirche als Teil eines Augustiner-Chorherrenstifts. Die Kirche St John the Baptist wurde in den 1320er Jahren anstelle einer älteren Kirche erbaut. Sie ist ein anglikanisches Kirchengebäude und als Kulturdenkmal der Kategorie Grade I klassifiziert.

## Söhne und Töchter (Auswahl)
- John Tradescant der Jüngere (1608–1662), Gärtner und Botaniker
- Richard Warwick (1945–1997), Schauspieler
- Lauren Bennett (* 1989), Popsängerin, Tänzerin und Model
- Kate French (* 1991), Pentathletin